# 616
616（六百一十六）是615与617之间的自然数。

## 在数学中
- 合數，正因數有1、2、4、7、8、11、14、22、28、44、56、77、88、154、308和616。
質因數分解為{\displaystyle 2^{3}\times 7\times 11}。
- 過剩數，真因數和為824，盈度為208。
  - 半完全數，和為本身的其中一組因數為1、 4、 7、 11、 14、 22、 28、 56、 77、 88、 308。
- 十进制的奢侈數。
- 616是巴都萬數列的一部分，跟在265、351、465之後（是265和351的和）。
- 616是個多邊形數，可以排成正七邊形、十三邊形、三十一邊形和一百零四邊形。

## 在人类文化中
- 616是最早有記載的獸名數目。[1]但還是沒有666那麼常見。

## 漫畫
- 在漫威漫畫公司出版的超級英雄作品的共通世界觀中的正史世界編號為616